# Жорж Папазов
Георги (Жорж) Панайотов Папазов (на френски: Georges Papazoff) е български и френски художник модернист, писател, критик.

## Биография
Роден е на 2 февруари 1894 г. в Ямбол. В рода на баща му, Панайот Папазов, е имало свещеници, за което говори фамилното име, и Жорж интерпретира това художествено в повестта си „Поп Васил“. Баща му е търговец, собственик на бакалия. Умира скоро след раждането на сина си Георги – най-малкото от шестте деца на семейството. Най-големият брат от шестте деца, Манол, макар и още съвсем млад, поема всеотдайно ролята на глава на фамилията. Майката, Мария Сотирова, е вярваща, „простодушна, но вътрешно просветлена“. Семейството е със строг патриархален морал и Георги го спазва, но същевременно се впуска в битки навън, тъй като (според по-късните си признания) бил едновременно и саможив, и свенлив, и див – с буйна кръв и необуздан характер. През 1912 г., незавършил още гимназия, се записва доброволец в Балканската война. След фронта, през лятото на 1913 г., семейството решава да го изпрати да учи в Европа, тъй като не проявява никакъв интерес към сделките и търговията на братята си, разсеян е и мечтателен. Те искат той „да стане човек и да прослави семейството“. Жорж Папазов изпитва цял живот безкрайна обич и признателност към брат си и майка си, с мисъл за тях и семейството той си поставя целите и се бори, чрез представа за тяхната морална оценка той преценява своите постъпки, както пише в автобиографията си.
През 1913 г. заминава за Прага. В своята автобиография той назовава учебното заведение, което посещава, само като Grand Ecole. Там той се записва да учи архитектура и дизайн на градини, една специалност, в която има и много практически занимания (по А.Наков). Освен това се занимава с рисуване на отделни растения и сгради, с планове и перспектива. Създава скици на въображаеми градини с акварел. Както признава самият Папазов, именно тук за първи път докосва цветни бои, но творчески идеи започват да се зараждат в неговото съзнание едва след като посещава музеите на Прага.
Пристига в Прага, без да има дори гимназиална диплома, и с късмет и помощта на приятел успява да се сдобие с такава и да се запише в Инженерно-техническото училище. Започва да учи за паркостроител и строител на вили. Увлича се по рисуване и чертане, но „в моята родина не бях чувал да се говори нито за рисуване, нито за живопис като занимания с практическа стойност“. В Прага той за пръв път се среща с изкуството. Посещава музеи, галерии, музикални събития и, както по-късно пише, в душата му избликва синкретичната връзка между музика и живопис, между тонове и багри, която става естетическо откровение за него. Една чешка девойка – Марта, му помага да навлезе в този нов свят, води го по културни събития, снабдява го с книги, доставя му репродукции на велики художници. „Тя знаеше, че тези репродукции бяха за мен искри от магически огън, прозорци, през които виждах по-далеч. Разнообразието на образите, техният характер и произход, езикът, на който говореха, раздвижваше душата ми до последните ѝ фибри“. Започва да рисува: „Ръцете ми, водени от страстта за рисуване, изпълняваха слепешката онова, което създавах в мечтите си“.
През 1914 г. отива за малко в Германия и във Виена, където взима някои уроци по живопис. През 1915 г. е повикан като войник в България, но като студент по строителство не е пратен на фронта, а да строи жилищни бараки към германския цепелинов хангар край Ямбол; после е освободен да довърши образованието си. Връща се в Прага, където преживява голям удар – смъртта на любимата Марта. До 1920 г. снове между Германия, Прага, България. Взима уроци по рисуване. От 1916 г. са запазени два-три отлични реалистични акварела и гвашови пейзажи от Чехия. През 1918 г. е в Мюнхен – един от главните центрове на абстракционизма, взима уроци при Ханс Хофман, бъдещия създател на лиричния абстракционизъм в САЩ. Силно привлечен е от модернизма, дистанцирането от натурализма, освобождаването на формата отвъд физическите граници. Това е етап на осъзнаване на подтика към изразяване на собствени душевни състояния. През 1919 г. идва за кратко в България и в София (в Тръпковата галерия) урежда първата си самостоятелна изложба – гвашове и рисунки. Няма сведения за реакцията на публиката, вероятно е имало недоумение, а Гео Милев дава отзив за незрялост и любителска непохватност.
През 1920 г. в Германия се оженва за Беатриче Палазова, българска студентка по немска филология, която има едногодишен син, Петър, от първия си брак. През 1926 г. се ражда дъщеря им Мириям.
От 1921 г. живее в Берлин, където по това време си дават среща немският експресионизъм, руският конструктивизъм, абстракционизмът и дадаизмът. В този период се оформя неговата концепция за живописта. През 1923 г. негова картина е одобрена за участие в голямата Берлинска художествена изложба, където е изложена в залата на прогресивната „Ноемврийска група“ и е откупена от колекционер. Тази и други откупки го окуражават за поетия път. Същевременно показва и деловите си качества – в периода на германската инфлация става активен доставчик на книжарски стоки за България чрез братята си в Ямбол, от което забогатява. Поставя началото на колекцията си с покупка на картина от Дега – „Гръб на къпеща се жена“, която му служи като еталон за голямото изкуство. В по-късен етап от живота си се изявява и като търговец на картини.
През есента на 1923 г. заминава със семейството си за Швейцария, в Женева разширява познанията си за творчеството на Фердинанд Ходлер и Паул Клее.
На 31 декември 1923 г. продължават към Париж и от 1924 г. до края на живота си Жорж Папазов живее и работи във Франция. Има различни версии за ранния му пробив там. Сигурното е, че бързо установява контакт с реномираната галерия Вавен-Распай, която приема негови картини и му оказва поддръжка. В Париж бързо добива известност като художник-новатор и като една от най-колоритните личности на парижката бохема. Особено близък е с Жул Паскин. Още по-голяма дружба го свързва с фовистите Андре Дерен и Морис Вламинк – дружба и творческа, и бохемска. Участва в изложби с големите художници от епохата. Галерия Вавен-Распай го изпраща го в 6-месечна творческа командировка (1925 г.) на средиземноморския бряг в Санари, Приморските Алпи, което изиграва голяма роля за творческото му развитие („така се родиха първите ми „абстрактни“ картини и рисунки, в които търсех да изразя живите сили на морето“. През 1930 и 1931 г. той прекарва летата в областта Дордона, Югозападна Франция, където природата и срещата с праисторическата живопис в пещерата Ласко „укрепват собствената му творческа първичност и непосредственост“.
През 1925 г. представя картини в Салона на независимите. Участва в първата съвместна изложба на парижките художници сюрреалисти заедно с Хоан Миро, Макс Ернст, Андре Масон, Ханс Арп, Пабло Пикасо. През 1926 г. прави първата си самостоятелна изложба в галерия Вавен-Распай. Същата година участва редом с Дюфи, Дерен, Пикасо, Брак в изложбата „Танцът в скулптурата и живописта“, организирана от Ролф дьо Маре и превърната после в Музей на танцовото изкуство. През 1926 – 1927 г. участва в Международната изложба на съвременното изкуство в Бруклин (Ню Йорк) с две маслени картини и четири акварела. През 1927 г. прави две изложби в галерия Вавен-Распай, едната с рисунки, а другата с маслени картини. Същата година прави и втора малка изложба в София, в „Галерия на шестте“. През 20-те и 30-те години на XX век участията му в съвместни изложби са многобройни. Има самостоятелни изложби във Франция, Югославия, Италия, Швеция, САЩ, Чехословакия.
През 1934 – 1936 г. Жорж Папазов живее в България (като прескача и до Прага през 1935 г. за организиране на изложба). Опитва се да запознае българската публика с модерното изкуство, чете сказки в „Алианс Франсез“, отпечатани след това на френски и на български език в периодиката и издадени с репродукции в книгата „Париж. Творчество и съдба на великите художници“. Прави две изложби в София: през април – май 1934 и през октомври 1935 г., с които иска да отдаде почит на големия си брат, който е много болен по това време, но те не са посрещнати на нивото на неговите очаквания. Изкуството му се приема противоречиво: интелектуалци от старата школа го критикуват, но Илия Бешков, Сирак Скитник, Кирил Цонев, Андрей Полянов пишат положителни отзиви. Обикаля голяма част от България, за да я опознае изцяло, уединява се в някои манастири и селища. Докато е в България почива брат му, който до последно го е подкрепял, а след това и майка му, и през 1936 г. той се връща отново в Париж. Двете години в България определя като поклонническо пътуване.
Изложбите му продължават, прави самостоятелни във Франция, САЩ и Швеция. През 1960 г., след шумни бохемски десетилетия в Монмартър и Монпарнас, той се оттегля в Южна Франция, в Приморските Алпи, до Средиземно море – любим район на големите художници. Избира градчето Ванс, където си построява мечтаната къща с красива гледка, с изба за вино, портокалова градина и лозе. Рисува до последните си дни. Последната му изложба е ретроспективна, през 1971 г. в парижката галерия „Сена“.
Жорж Папазов умира на 23 април 1972 г. във Ванс (Франция).

## Творчество

### Живопис
Творбите му са рисунки, акварели, гвашове и картини с маслени бои. Дебютира с реалистични акварелни и гвашови пейзажи. Първото му творческо десетилетие е време на търсения, когато пробва пътища за постигане на собствена живописно-пластична система, еклектичен период – от чешките романтично-реалистични пейзажи през динамиката, деформацията и гротеската на експресионизма от немския му период, увлечение в колоритни задачи, усвояване на „линейната писменост“ на Паул Клее, която дематериализира физическата природа и форма; тя му подсказва и го довежда до чисто интуитивно загатване на реалната или идейната образност или до автономна от природата конфигурация, превеждаща навън чисто душевни импулси и състояния. Кирил Кръстев отбелязва, че Папазов минава накъсо или за по-дълго почти през всички тенденции на модерното изкуство и значително допринася за тяхното развитие. Спомага за рисунъчната и колоритна дифузия на пластичния образ чрез влиянията на немския експресионизъм, руското абстрактно изкуство и френската автоматична изразност. Още през 1918 и особено около 1924 и 1925 г. прави интуитивно и инстинктивно графична живописна „автоматична писменост“, преди въобще този метод да е формулиран от Андре Бретон.
Жорж Папазов е роден сюрреалист, чиито творби се раждат от открехването на подмолния свят на неговото подсъзнание. Така се появяват виденията му за „душата“ на природните явления:„Морето“, „Бурята“, „Духът на един извор“, „Падането на един метеор“, мистериозните „Биологични ритми“, множество табла „Живопис“ и „Без заглавие“, рисувани с инстинктивна сила все през 1924 – 1925 г. Затова го наричат „художник, който беше сюрреалист преди сюрреализма“, отбелязвайки, че неговата „дълбоко оригинална живопис предшества (в това отношение) търсенията на Хуан Миро и Макс Ернст“ (Жан-Пол Криспел, „Живият Монпарнас“, 1962). През 1926 г. Макс Сейз го съпоставя с Пикасо, чиято „сюрреалистична живопис е по-скоро хиперреалистична, защото и най-отвлечената му картина е населена и често обременена от спомени за физически предмет <...> Папазов пръв в личните си търсения показа как можем да се доближим до „абсолютното изкуство“, автономно сътворено от художника. Неговата живопис ще ревизира нашите схващания за живопис“. Особено специфично е влиянието на Папазов в стилистичен план – той е „първият сюрреалист, който придава убедителен, органично постигнат стил на това голямо художествено направление – изпърво живописно-автоматичен, после геометрично-конструктивистичен и накрая „пулсиращо параболичен“. Той никога не се впуска в самоцелни екперименти, а винаги дава идейни, психични изрази на същността и душата на явленията. Характерно е, изкуството му, отваряйки клапата на подсъзнателното, остава оптимистично, лирично и хармонично (К. Кръстев).
Жорж Папазов се дистанцира от „организирания“ сюрреализъм – групата, ръководена еднолично от Андре Бретон. „Шокиран от сектантството им, отказва да се включи в движението. Това му коства пълното пренебрегване от историците на сюрреализма“ (Жан-Пол Криспел, 1962). Самият Папазов пише в автобиографията си: „Духът и атмосферата на тези събрания ми се струваха твърде „протестантски“ и това не беше по моя вкус на независим човек. Давах си сметка, че ако бях приел правилата на сюрреалистите, щях да предам себе си. Обаче по-късно разбрах, че отказвайки да възприема сюрреалистичните правила, се бях сам осъдил. И до днес никой сюрреалист не иска да си спомни, нито да признае, че аз бях първият, който изложи в Париж картини с идеален или, ако искате, „сюрреален“ характер“. Гастон Дийл (1995) пише, че „Произведенията на Папазов ни въвеждат в размисъл за това, че един художник трябва да бъде определено, тотално свободен, независим и да не се осланя на нищо друго освен на своето желание, на своята творческа сила, на своята отдалеченост от ежедневието и на своето усамотение“.
Жорж Папазов създава оригинален пластичен език, който го поставя извън конвенционалните стилови направления в европейската живопис. Той остава един много самобитен, оригинален, голям художник, чието изкуство се приема като „отличаващ се клон от модерното изкуство“ (Оскар Кокошка, 1935).
Някои негови известни творби са: „Тревога в Берк-плаж“ (1931), „На плажа“ (1937), поредици „Циркови кучета“ (1947 – 1960), „Глави-пейзажи“ (1950 – 1955), „Гладиатори“, „Риби“ (1950) и много други.

### Литературни творби
Жорж Папазов е автор е на книгите:
- Pascin !… Pascin !… C'est moi !…, écrits („Паскин!... Паскин!... Аз съм!...“). Paris, Ed. Kélilevitch, 1932; Nouvelle édition avec le text enrichi, Genève, Ed. Pierre Cailler, 1959 (2 изд.).[6] Жул Паскин, един от най-близките приятели на Жорж Папазов, се самоубива в ателието си през 1930 г. Папазов пише тази своя първа книга за него. Озаглавява я с думите, с които напразно е викал мъртвия Паскин да му отговори.[4]
- Париж. Творчество и съдба на великите художници („Paris – l'oeuvre et le destin des grands peintres“). София, изд. Завети, 1938.[6][5]
- Drenov frères („Братя Дренови“), Paris, Ed. Fasquelle, 1951.[6]
- Derain, mon copain („Дерен, моят приятел“). Paris, Ed. Valmont, 1960.[7]
- Lettres à Derain („Писма до Дерен“). Paris, Nouvelles Editions Debresse, 1966.[8]
- Pope Vassil. Récit Bulgare („Поп Васил“). Paris, Nouvelles Editions Debresse, 1968.[9]
- Papazoff. Sur les pas du peintre. Suivi de documents et témoignages („Папазов. По стъпките на художника“). Paris, Ed. de la Galerie de Seine, 1971.[6]

## Самостоятелни изложби
- 1919 - Първа индивидуална изложба в Тръпковата галерия, на която излага шестдесет рисунки и акварела, София
- 1926 - Изложба на рисунки, галерия Вавен-Распай (1-15 май), Париж
- 1927 - Изложба на рисунки, галерия Вавен-Распай (3-15 юни), Париж
- 1927 - Изложба живопис, галерия Вавен-Распай (3-15 ноември). Каталог с въведение от Валдемар Жорж, Париж
- 1928 - Изложба рисунки и живопис в галерия Jeanne Bucher (17 декември 1928-1 януари 1929), Париж. 3а въведение към каталога служи поемата на Тристан Цара „Миг бележка брат“ Изпраща осем платна в софийската Галерия на 6-те (ул. Търговска № 2) с благотворителна цел в полза на жертвите от Чирпанското земетресение. Изложбата е организирана от парижката галерия Вавен - Распай през м. май. Каталог
- 1930 - Изложба на картини в галерия Ренесанс (80 платна) и на гравюри в галерия Жан Бюше, юни, Париж
- 1933 - Изложба в Galerie Moderne (16-28 септември), Стокхолм. Излага шейсет и девет картини. Каталог с предговор от Ралф де Маре, Рагнар Xoпe и Робер Деснос
- 1934 - Изложба в Galleria del Milione (20 февруари-6 март), Милано. Излага осемдесет и две платна с маслена живопис от периода 1929-1933 г. Каталог; Изложба в галерия Ренесанс, Париж; Изложба на 23 картини в Арт клуб (19 януари-8 февруари), Чикаго. Същата експозиция е представена през март (откриване на 5 март) в галерия Marie Harriman в Ню Йорк. Каталог; Изложба на петдесет и седем платна в Moderna Galerija (17 декември-14 януари 1935 г.), 3агреб. Каталог; Изложба на деветдесет и четири платна от периода 1929–1933 г. в галерия КООП (15 април-6 май), София. Каталог
- 1935 - Изложба на петдесет и две платна в галерия Фейгл (март-април), Прага; Изложба в Галерия на 6-те (до 31 май), София; Изложба в галерия КООП (6 – 28 октомври), София. Каталог
- 1936 - Изложба на десет платна в Обществената библиотека на Маями бийч (август -ноември)
- 1937 - Изложба на картини в галерия Жан Кастел, представя платна от периода 1932–1937 (18 юни-2 юли), Париж
- 1950 - Ретроспективна изложба. Galerie Moderne, Стокхолм; Изложба в галерия Renou & Poyet, с 33 картини от периода 1923–1950 (16 юни-5 юли), Париж. Каталог с предговор на Анри-Пиер Роше и Марсел Соваж
- 1952 - Изложба в галерия Saint-Benoît, (26 май-7 юни), Париж
- 1953 - Изложба в Galerie Moderne, (октомври), Стокхолм
- 1955 - Изложба живопис от периода 1939–1955 в галерия Pétridès, Париж. Каталог с текстове на Ролф де Маре, Анри-Пиер Роше, Паскал Пиа и др.
- 1961 - Изложба в Galerie de Paris. Каталог с текстове на Марсел Еме и Робер Деснос
- 1969 - Изложба с 20 пастела от 1925 г. в галерия Françoise Tournié, Париж
- 1971 - Ретроспективна изложба в Galerie De Seine (20 октомври-10 ноември), Париж
- 1972 - Изложба „Papazoff 1894-1972“ в Acoris – The Surrealist Art Centre, Лондон
- 1973 - „Hommage a Papazoff“, галерия Françoise Tournié (25 януари-25 февруари), Париж
- 1974 - Ретроспективна изложба в галерия Annunciata, Милано, Италия “Retrospective Georges Papazoff (1894-1972). Œuvrede 1920 à 1935” в Petit Palais (6-30 Juin), Женева, Швейцария
- 1975 - “Papazoff. Ouvres de 1923 à 1932”, Galerie de Seine (7 - 31 януари), Париж
- 1976 - “Papazoff. Peintures 1918-1936”, Maison de la Culture et des Loisirs (29 януари-5 април), Сент Етиен, Франция; “Maurice Henry, Jacques Herold, Mayo, Georges Papazoff. Quattro Maestri del Surrealismo”, галерия Annunciata (откриване 3 април), Милано, Италия
- 1978 - Изложба в галерия Françoise Tournié (откриване 8 юни), Париж
- 1982 - „Произведения на Папазов в български колекции“, галерия на ул. „Шипка“ 6, София и Художествена галерия „Жорж Папазов“, Ямбол; “Homage à Papazoff. Peintures”, галерия Alphonse Chave (3 април - 4 юни), Ванс, Франция
- 1988 - Изложба „Жорж Папазов 1894-1972. Творби от фонда на музея „Пти пале““, Женева в Национална галерия за чуждестранно изкуство, (май-юни 1988, откриване 13 май 1988), София
- 1992-23 - “Georges Papazoff, précurseur et franc-tireur du Surréalisme”, Petit Palais, Женева, Швейцария
- 1995 - “Georges Papazoff (1894-1972). Pionnier du Surréalisme”, Petit Palais (26 януари-2 април), Женева, Швейцария
- 2002 - „Абстрактни проекции – по стъпките на Жорж Папазов“, ХГ „Жорж Папазов“, Ямбол; “Georges Papazoff. Un éclaireur surréaliste (ouvres de 1925 a 1939)”, галерия A. L. (Anne Lacombe), (23 май-29 юни), Париж
- 2004 - Жорж Папазов. Национална галерия за чуждестранно изкуство, София, м. април (35 офорта и един пастел) “Papazoff (œuvrede 1924 à 1962)”, галерия Les Yeux Fertiles (7 - 30 ноември), Париж
- 2012 - “Georges Papazoff (1894-1972)”, Galerie Antoine Laurentin, Париж
- 2015 - “GeorgesPapazoff (1894-1972)”, Galerie Antoine Laurentin, Париж
- 2016 - „Жорж Папазов и Николай Дюлгеров. Визии на свободния дух“, галерия Ракурси (10-25 ноември), София
- 2018 - „Жорж Папазов (1894-1972). Колекция от емблематични творби“, галерия Форум, (12 ноември-12 декември), София

## Беседи
- Изкуство и реалност и влиянието на Парижката школа върху световната живопис, 21 май 1935, Алианс Франсез, София, със съдействието на ARS (на френски език)
- Париж и неговите художници, 23 май 1935, Алианс Франсез, София, със съдействието на ARS (на френски език)
- Школи и личности в съвременното изкуство, 20 септември 1935, по време на IX ОХИ, София
- Френските художници от Делакроа до Сезан и Паскен, две беседи в Сливен, февруари 1936

## Каталози
- Papazoff. Il Milione, 20 febbraio-6 marzo 1934. Текстове: G. Papazoff, Waldemar George, Ragnar Hoppe (показани 60 маслени картини и 50 офорта)
- Izlozba Papazova. Moderna Galerija, Zagreb, 11 Dec. 1934 – 4 Jan. 1935 (показани 57 произведения)
- Georgij Papazoff. Galerie Dra Feigla, Praha, March-April 1935 (показани 52 произведения)
- Papazoff. Franc-tireur du surréalisme. Galleria Annunciata, Milano, 19 gennaio-5 febbraio 1974. Текстове: Jacques Baron. “Le Surréalisme et Georges Papazoff”, Maurice Raynal. Le surréalisme, 1927, Waldemar George, 1927, Robert Desnos, 1930, Oscar Kokoshka, 1935. Включена биография
- Изложба Папазов. Галерия КООП, София 1935
- Papazoff. Œuvres de 1925 à 1939, Galerie de Seine, Paris, Janvier 1975. Текст: Philippe Soupault. Включени биография и библиография
- Papazoff. Peintures 1918-1936, Maison de la Culture et des Loisirs de Saint-Etienne, 29 janvier-5 avril 1976. Текст: Philippe Soupault (показани 62 произведения)
- Maurice Henry, Jacques Herold, Mayo, Georges Papazoff. Quatro maestri dei Surrealismo, Centro Annunciata, aprile 1976
- Important Ensemble de Gravures, Aquarelles et Peintures Provenant de l’Atelier de Georges Papazoff 1894–1972, Mes Loiseau et Schmitz, 2000
- Georges Papazoff. Un éclaireur surréaliste (œuvres de 1925 à 1939). Galerie A.L – Anne Lacombe, 23 Mai-28 Juin 2002, Текст: Anne Lacombe. Включена биография
- Schilders van Paris, 1870–1940 de verzameling Oscar Ghez, Terra Kunsthal Rotterdam, 2 oct 2004-25 jan 2005
- Georges Papazoff (1894–1972), Galerie Antoine Laurentin, Paris, 2012. Текст: Papazoff: Surrealist and Anarchist or a Modern Eye, Sylvie Buisson. Включени избрани изложби
- Йонева, Румяна. Наков, Андрей. Жорж Папазов (1894–1972): От частни колекции в България, каталог, галерия Ракурси 2013

## Картини от Папазов в България
Картини от художника има в Националната художествена галерия, Софийската градска художествена галерия, Художествената галерия в Ямбол и един пейзаж от Дордона в Художествената галерия – Сливен; също и в частни колекции.

## Посмъртно признание
От 1952 г. художествената галерия в родния му град Ямбол носи неговото име.
Папазов остров в Антарктика е наименуван на Жорж Папазов.

## За него
- Marc Seize. Georges Papazoff. Les Arts Plastiques, No 4, 1925, Paris
- Marc Seize. Georges Papazoff. Les Arts Plastiques, No 6, 1926, Paris
- M. Raynal. Anthologie de la peinture en France. Paris, 1906 – 1927
- M. Loede. The Little Review. New York, 1926
- W. Georges. Preface. Catalogue. Galerie Vavin-Razpail. Paris, 1927.
- Ch. Terasse. Papazoff. L'Art d'aujourd'huis. V. 5. Paris, 1928
- Cahier d'Art – No 1, 1927, Paris
- Thieme-Backer. Kunstlerlexikon. Vol. XXVI. Berlin, 1932.
- H. Brocca. Papazoff. Paris-Montparnasse, 1930.
- Marinetti. Papazoff: Avangardisti e futuristi bulgari. Milan, 1934
- Jean-Paul Crespelle, Montparnasse vivant, Paris, 1962
- Andrei B. Nakov, Georges Papazoff: franc-tireur du surréalisme, éditions de la Connaissance, Bruxelles, 1973[11]
- Philippe Soupault, Papazoff: le domaine unique de la diversité et de la surprise. Paris: Galerie de Seine, 1975
- Edouard Jaguer. Papazoff Georges. – Dictionnaire général du surréalisme et de ses environs. Dir. Adam Biro et André Passeron, Office du Livre, Fribourg, Suisse et Presses universitaires de France, Paris, 1982
- Gaston Diehl, Georges Papazoff, Paris, Cercle d'art, 1995
- Кирил Кръстев, Жорж Папазов, София, 1973
- Аксиния Джурова. Филм Жорж Папазов в Галерия „Франсоаз Турние“, Париж, 1978. Излъчен по Българската телевизия.
- Румяна Л. Станчева, Художникът Жорж Папазов като писател. София: Колибри, 2014, 168 с. ISBN 978-619-150-264-6